# 5 avril 1918
Le vendredi 5 avril 1918 est le 95e jour de l'année 1918.

## Naissances
- Felix le Breux (mort le 4 février 1974), acteur et chanteur
- Juan Ferrero (mort le 17 juin 1958), athlète espagnol

## Décès
- George Tupou II (né le 18 juin 1874), roi des Tonga du 18 février 1893 au 5 avril 1918
- Paul Vidal de La Blache (né le 22 janvier 1845), géographe français
- Andrew Van Vranken Raymond (né le 8 août 1854), ministre du culte presbytérien Américain

## Autres événements
- la princesse Viliami Tungi Mailefihi devient la reine Salote Tupou III aux Tonga
- Sortie du film Frères